# Grace Under Pressure
| Оценки критиков | Оценки критиков |
| Источник        | Оценка          |
| --------------- | --------------- |
| Allmusic        | [ 3 ]           |
| Kerrang!        | (восторженная)  |
| Rolling Stone   | [ 5 ]           |

Grace Under Pressure — десятый студийный альбом канадской рок-группы Rush, изданный 12 апреля 1984 года. Лонгплей достиг 10 строчки в чарте Billboard 200 и стал «платиновым» в США. На задней стороне обложки изображен портрет группы, сделанный фотографом Юсуфом Каршем. Изображение на лицевой обложке создано графическим художником Хью Саймом, давним другом коллектива, который иногда играет у Rush в качестве приглашенного музыканта на клавишных (начиная с песни «Tears» из альбома 2112).

## Список композиций
Все тексты написаны Нилом Пиртом, вся музыка написана Алексом Лайфсоном и Гедди Ли.
| №  | Название                            | Длительность |
| -- | ----------------------------------- | ------------ |
| 1. | «Distant Early Warning»             | 4:56         |
| 2. | «Afterimage»                        | 5:04         |
| 3. | «Red Sector A»                      | 5:10         |
| 4. | «The Enemy Within» (Part I of Fear) | 4:33         |
| 5. | «The Body Electric»                 | 5:00         |
| 6. | «Kid Gloves»                        | 4:18         |
| 7. | «Red Lenses»                        | 4:42         |
| 8. | «Between the Wheels»                | 5:44         |

## Стиль
Музыкально на альбоме заметно еще одно развитие в звуке группы; продолжая широко использовать синтезаторы, как и в Signals, группа также экспериментировала, добавляя элементы ска и регги в некоторые песни. Гитары играли большую роль, чем в Signals, причем Лайфсон заявил: «Я думаю, что гитара в Signals заняла немного заднее место. Клавиши были действительно на переднем плане… Хотя в некотором смысле это то, чего мы пытались достичь, мы хотели по-другому взглянуть на весь звук. Но, возможно, мы иногда теряли свое направление на Signals». Лайфсон отметил, что на Grace Under Pressure нет акустической гитары и практически отсутствуют баллады.

## Участники записи
- Гедди Ли — вокал, бас-гитара, синтезаторы
- Алекс Лайфсон — гитара, синтезаторы
- Нил Пирт — ударные, перкуссия

## Хит-парады
| Год  | Хит-парад             | Высшая позиция |
| ---- | --------------------- | -------------- |
| 1984 | Billboard 200         | 10             |
| 1984 | RPM100 Albums         | 1              |
| 1984 | UK Album Chart        | 5              |
| 1984 | Swedish Album Chart   | 18             |
| 1984 | GfK Dutch Album Chart | 27             |
| 1984 | German Album Chart    | 43             |

## Сертификация
| Страна         | Организация | Статус                 |
| США            | RIAA        | Платиновый (1,000,000) |
| Канада         | CRIA        | Платиновый (100,000)   |
| Великобритания | BPI         | Серебряный (60,000)    |